# Sello del estado de Texas
El sello del estado de Texas (Estados Unidos) tiene en un círculo interior una estrella de cinco puntas amarilla rodeada de ramas de olivo y roble. En un segundo círculo, más exterior, pueden leerse en blanco las palabras «The State of Texas» («El Estado de Texas»). El fondo de todo el escudo es azul claro.

## Reverso del Sello de Texas
El reverso del sello de Texas contiene referencias a la batalla de González, al puente de Vince y a la batalla de El Álamo. El sello está rodeado de ramas de roble y olivo y las banderas desplegadas de (izquierda a derecha): Los Estados Unidos Mexicanos, el Reino de España, el Reino de Francia, la República de Texas, los Estados Confederados de América y los Estados Unidos de América, en referencia a las naciones que han ejercido soberanía sobre este territorio. 
Sobre el sello está inscrito el lema «Remember the Alamo» («Recordad El Álamo», grito de batalla en San Jacinto, en referencia a la batalla de El Álamo), y bajo el sello están las palabras, «Texas one and indivisible» («Texas, una e indivisible»). Una estrella blanca de cinco puntas completa el sello, en la parte superior, centrada entre las banderas.

## Escudos históricos

Primer gran sello de la República (1836-1839)
Segundo gran sello de la República (1839-1845)
Escudo de armas de la República de Texas (1839-1845)
Escudo de armas del estado de Texas (1846-1992)
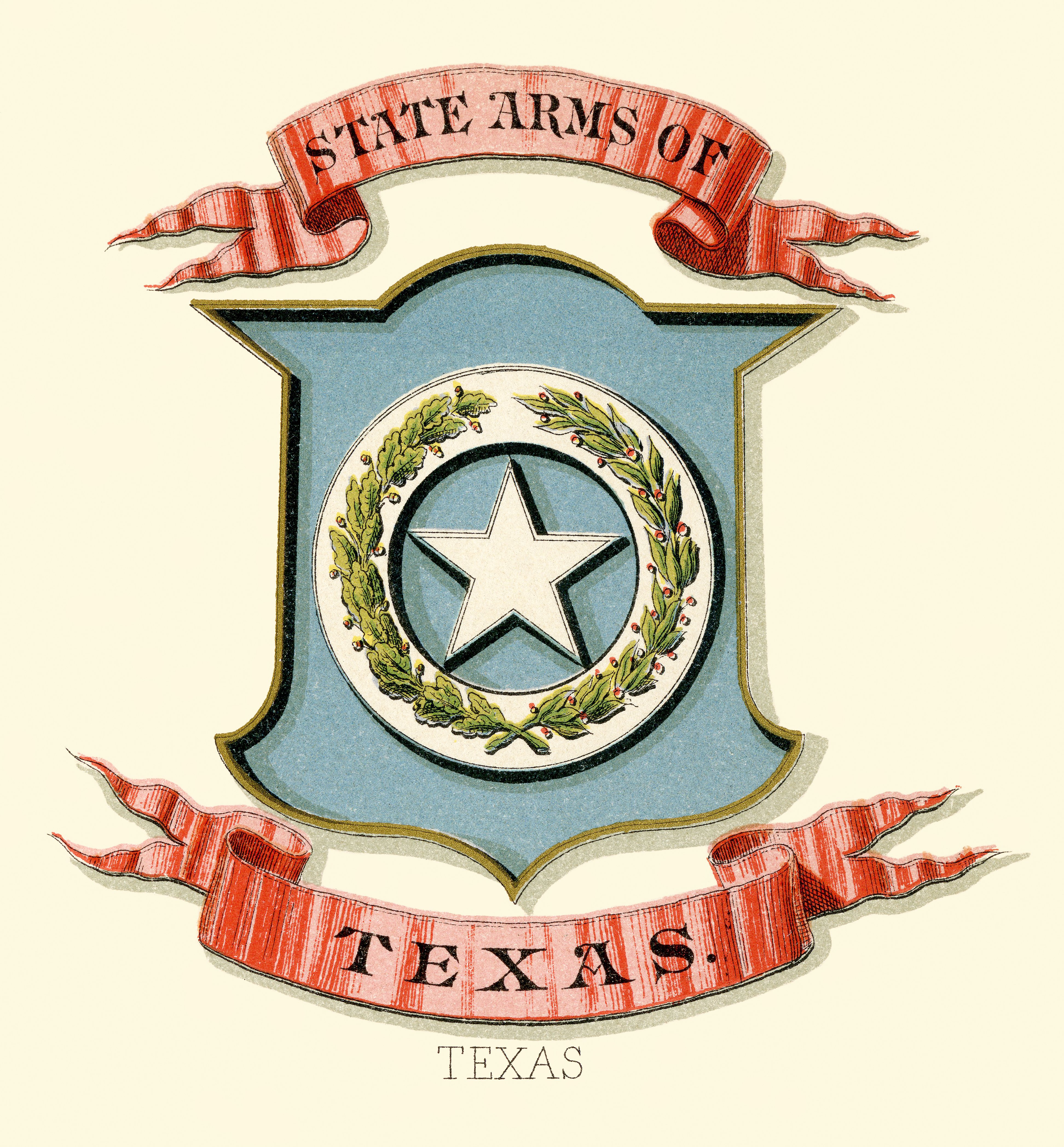
Escudo de armas del estado de Texas (ilustrado, 1876)
Versión no normalizada con hojas de roble de los postes en lugar de hojas de roble perenne

## Símbolos del condado
La ley estatal general no exige que los condados adopten un sello. Sin embargo, las leyes sí proporcionan sellos para el Tribunal del Comisionado del Condado, el Secretario del Condado, y otras oficinas del condado. Hasta 1975, el sello del Tribunal de Comisionados consistía en una estrella de cinco puntas y las palabras, "Commissioners Court, ---- County, Texas" (en español, "Tribunal de Comisionados, ---- Condado, Texas"). Un Tribunal de Comisionados ahora puede seleccionar su propio diseño de sello, con la aprobación del Secretario de Estado de Texas.
Los condados suelen tener un sello o símbolo para identificarlo de forma extraoficial. Muchos han adoptado símbolos con la estrella solitaria y ramas de roble/olivo en el centro. Algunos condados han mantenido "El Estado de Texas" en la parte superior, mientras agregan el nombre del condado a continuación, mientras que otros han reemplazado "El Estado de Texas" con el nombre del condado, y algunos agregan el año de establecimiento del condado en la parte inferior.
Las excepciones notables incluyen el condado de Harris (que usa un símbolo con la bandera de Texas en el centro) y el condado de Collin (que usa una bandera de Texas en una C estilizada).

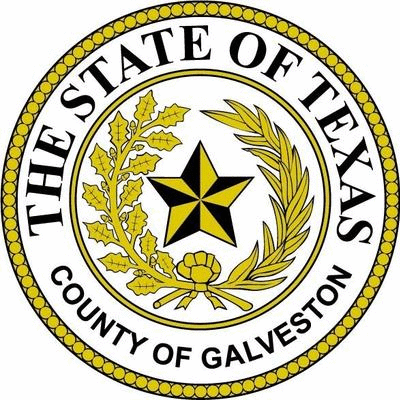
Sello del Condado de Galveston
Sello del Condado de Harris
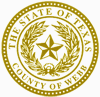
Sello del Condado de Webb
Sello del Condado de Collin
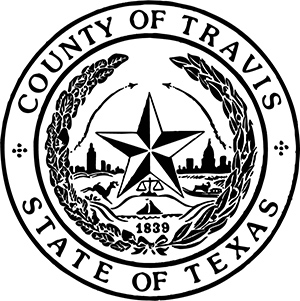
Sello del Condado de Travis
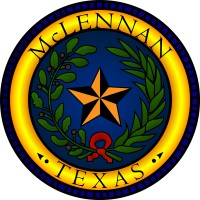
Sello del Condado de McLennan

## Sellos ejecutivos de Texas
También hay numerosos sellos de los distintos departamentos del Gobierno de Texas, incluyendo los sellos para el gobernador y el Vicegobernador. Todos ellos están basados en el sello del estado de Texas.

Sello de armas del Gobernador de Texas
Sello de armas del Vicegobernador de Texas
Sello de armas del Senado de Texas
Sello de armas de la Cámara de Representantes de Texas
Sello de armas del Portavoz de la Cámara de Representantes de Texas
Sello de armas del Procurador General de Texas
Sello de armas del Secretario de Estado de Texas

- Datos: Q1479068
- Multimedia: State seals of Texas / Q1479068